# Mimi Boesnach
Mimi Boesnach (née Maria Alida Pieters à Amsterdam le 4 novembre 1899 et morte à Amstelveen le 20 avril 1982) est une actrice néerlandaise. Sa carrière dura plus de 60 ans et elle remporta différents prix.